# James Rector
John "James" Alcorn Rector (22 de junio de 1884-10 de marzo de 1949) fue un atleta estadounidense. Fue el primer atleta de Arkansas en competir en unos Juegos Olímpicos.
Nació en Hot Springs, Arkansas. Ganó una medalla de plata en los 100 metros lisos durante la celebración de los Juegos Olímpicos de 1908 en Londres. Durante las rondas clasificatorias y en la semifinal consiguió igualar el récord olímpico (10,8 segundos), pero en la final fue derrotado por Reggie Walker por una décima de segundo. 
Al abandonar la carrera trabajó como abogado en San Luis durante más de treinta años, retirándose posteriormente a Hot Springs.
- Datos: Q52042
- Multimedia: James Rector / Q52042